# Orangeville (Ontario)
Orangeville ist eine Gemeinde im Dufferin County der kanadischen Provinz Ontario und zugleich der County Seat Dufferins. Der Ort liegt auf der landwirtschaftlich intensiv genutzten Ebene zwischen dem Eriesee im Süden und dem Huronsee im Norden, etwa 40 km nordwestlich von Toronto. Im Bereich der Gemeinde entspringt der Credit River, der in den Ontariosee mündet. Wesentliche Erhebungen finden sich im Gemeindegebiet nicht.

## Geschichte
Die Gegend des heutigen Orangevilles wurde am 7. Oktober 1820 an einen Landerschließer verkauft und ab etwa 1829 besiedelt. Die Bevölkerungszahl nahm stetig zu; die Verwaltung der Siedlung wurde von Orange Lawrence organisiert, der sich im Süden der Gemeinde ein Landstück von 300 acres gekauft und eine Mühle, eine Taverne und ein Geschäft im Ort eröffnet hatte, sowie die Schule und die Poststelle gründete. Als der Ort 1863 zu einem village ernannt wurde, erkoren ihn die Dorfbewohner zum Namensgeber des Ortes. 1873 wurde der Ort zur eigenständigen town ernannt. Zu diesem Zeitpunkt hatte der Ort 1458 Einwohner.
Im April 1871 eröffnete die TG&B Railway ihren Bahnhof in Orangeville, was zu einem deutlichen Bevölkerungs- und Wirtschaftswachstum des Ortes führte. Der Personenverkehr wurde erst 100 Jahre später, 1971, eingestellt. Heute wird Orangeville vorrangig als Schlafstadt für das nahe Toronto genutzt.

## Verkehr
Der ÖPNV in Orangeville ist kostenlos im Rahmen eines zweijährigen Pilotprojektes, welches 2023 begann. Im September 2024 wurde die Verlängerung des Programmes bis Juli 2027 beschlossen.

## Söhne und Töchter der Stadt
- Oscar Douglas Skelton (1878–1941), Historiker
- Walter Lewis (1885–1956), Ruderer
- Bert Wilson (1949–1992), Eishockeyspieler
- Laurie Graham (* 1960), Skirennläuferin
- Greg Ireland (* 1965), Eishockeytrainer
- Michelle Ruthven (* 1967), Skirennfahrerin
- Mike Flanagan (* 1968), Eishockeyspieler und -trainer
- Adam Joseph „Edge“ Copeland (* 1973), Wrestler
- Alyscha Mottershead (* 1991), Fußballspielerin
- Christopher (* 1990) und Alexandre (* 1991) van de Hoef, DJs; Künstlername: DVBBS
- Brett Ritchie (* 1993), Eishockeyspieler
- Nick Ritchie (* 1995), Eishockeyspieler